# Ruszdi Malhas
Dalma Ruszdi Malhas (ur. 2 lutego 1992 r.) – saudyjska zawodniczka jeździectwa w skokach przez przeszkody. Pierwsza kobieta - reprezentantka Arabii Saudyjskiej na Igrzyskach Olimpijskich.

## Życiorys
Startowała na Letniej Olimpiadzie Młodzieży w Singapurze jako pierwsza w historii reprezentantka Arabii Saudyjskiej. Oficjalnie występowała tam jako osoba prywatna, a nie członek reprezentacji narodowej. Zdobyła na tych zawodach brązowy medal.
W marcu 2012 r. saudyjski minister spraw wewnętrznych Najif ibn Abd al-Aziz as-Saud wydał decyzję o zezwoleniu kobietom na udział w Letniej Olimpiadzie w Londynie, jeśli nie będą "łamać zasad przyzwoitości". Tym samym Arabia Saudyjska została ostatnim krajem, który zezwolił na udział kobiet w zawodach sportowych tej rangi.
Jest wnuczką palestyńskiego pisarza Nabulsi Ruszdi Malhasa.